# Rubus silvae-norticae
Rubus silvae-norticae är en rosväxtart som beskrevs av M.Lep. Rubus silvae-norticae ingår i släktet rubusar, och familjen rosväxter. Inga underarter finns listade i Catalogue of Life.